# 21e Haarlem Basketball Week
De 21e editie van de Haarlem Basketball Week werd gehouden van 22 tot en met 30 december 2006 in het Kenemer Sportcentrum. Het evenement werd bezocht door ongeveer 16.000 toeschouwers.

## Teams
- EiffelTowers Den Bosch
- Israël National Team
- Amsterdam Astronauts
- Omniworld Basketball Almere
- Hanzevast Capitals Groningen
- Soles de Mexicali
- BCI Edge
- Estudiantes de Bahía Blanca

## Eindstand

### Groep A
| Nr. | Team                        | Gewonnen | Verloren | Winst % |
| --- | --------------------------- | -------- | -------- | ------- |
| 1   | Soles de Mexicali           | 3        | 0        | 1,000   |
| 2   | Amsterdam Astronauts        | 2        | 1        | 0,667   |
| 3   | Omniworld Basketball Almere | 1        | 2        | 0,333   |
| 4   | BCI Edge                    | 0        | 3        | 0,000   |

### Groep B
| Nr. | Team                         | Gewonnen | Verloren | Winst % |
| --- | ---------------------------- | -------- | -------- | ------- |
| 1   | EiffelTowers Den Bosch       | 3        | 0        | 1,000   |
| 2   | Israël National Team         | 2        | 1        | 0,667   |
| 3   | Hanzevast Capitals Groningen | 1        | 2        | 0,333   |
| 4   | Estudiantes de Bahía Blanca  | 0        | 3        | 0,000   |